# Wrzeszczewice Nowe
Wrzeszczewice Nowe – wieś w Polsce położona w województwie łódzkim, w powiecie łaskim, w gminie Łask. W latach 1973–74 w gminie Wodzierady.
Przez wieś przebiega droga ziemna prowadząca do wsi Wilamów.
W latach 1975–1998 miejscowość administracyjnie należała do województwa sieradzkiego.